# 席毛島
席毛島（：／ Seokmo do */?）是韩国的一座岛屿。位于江華島以西1.5公里的海上，电影「時越愛」与「醉画仙」的摄影場所就在此地。
行政区划上属于仁川广域市江華郡三山面。
- 面积：42.841平方公里
- 人口：2,416人（1999年统计）
- 主要農业産物：米、麦、豆、马铃薯
- 主要海産物：鲳鱼、虾类、蟹类、乌鱼[1]

## 觀光
主要觀光场所有普門寺、沙滩海水浴場。主要的山有海明山（327m）、洛伽山、上峰山（316m）3座。主峰是海明山。